# Lagrangeeva enakost
Lagrangeeva enákost ali Lagrangeeva identitéta  [lagránževa ~] je v algebri enakost:
{\displaystyle {\biggl (}\sum _{k=1}^{n}a_{k}^{2}{\biggr )}{\biggl (}\sum _{k=1}^{n}b_{k}^{2}{\biggr )}-{\biggl (}\sum _{k=1}^{n}a_{k}b_{k}{\biggr )}^{2}=\sum _{i=1}^{n-1}\sum _{j=i+1}^{n}(a_{i}b_{j}-a_{j}b_{i})^{2}{\biggl (}={1 \over 2}\sum _{i=1}^{n}\sum _{j=1}^{n}(a_{i}b_{j}-a_{j}b_{i})^{2}{\biggr )}\!\,,}
ki velja za dve poljubni množici {a1, a2, . . ., an} in {b1, b2, . . ., bn} realnih ali kompleksnih števil (oziroma splošneje, elementov komutativnega kolobarja). Ta enakost je poseben primer Binet-Cauchyjeve enakosti. Za kompleksna števila jo lahko zapišemo tudi v obliki:
{\displaystyle {\biggl (}\sum _{k=1}^{n}|a_{k}|^{2}{\biggr )}{\biggl (}\sum _{k=1}^{n}|b_{k}|^{2}{\biggr )}-{\biggl |}\sum _{k=1}^{n}a_{k}b_{k}{\biggr |}^{2}=\sum _{i=1}^{n-1}\sum _{j=i+1}^{n}|a_{i}{\overline {b}}_{j}-a_{j}{\overline {b}}_{i}|^{2}\!\,,}
kjer uporabimo absolutno vrednost.
Enakost se imenuje po  Joseph-Louisu de Lagrangeu.
Ker je desna stran enakosti nenegativna, vsebuje Cauchy-Schwarzevo neenakost v končno razsežnem realnem koordinatnem prostoru {\displaystyle \mathbb {R} ^{n}} in njegovem kompleksnem ustrezniku {\displaystyle \mathbb {C} ^{n}}.

## Lagrangeeva enakost in zunanja algebra
Lagrangeevo enakost lahko zapišemo s pomočjo zunanjega produkta:
{\displaystyle (a\cdot a)(b\cdot b)-(a\cdot b)^{2}=(a\wedge b)\cdot (a\wedge b)\!\,.}
Nanjo lahko zato gledamo kot na enačbo, ki določa dolžino zunanjega produkta dveh vektorjev, kar je ploščina paralelograma, ki ga oklepata, in z izrazi skalarnega produkta dveh vektorjev:
{\displaystyle \|a\wedge b\|={\sqrt {(\|a\|\ \|b\|)^{2}-\|a\cdot b\|^{2}}}\!\,.}

## Lagrangeeva enakost in vektorski račun
Če sta {\displaystyle {\vec {\mathbf {a} }}} in {\displaystyle {\vec {\mathbf {b} }}} vektorja v {\displaystyle \mathbb {R} ^{3}}, lahko Lagrangeevo enakost zapišemo z vektorskim in skalarnim produktom:
{\displaystyle |{\vec {\mathbf {a} }}\times {\vec {\mathbf {b} }}|^{2}+({\vec {\mathbf {a} }}\cdot {\vec {\mathbf {b} }})^{2}=|{\vec {\mathbf {a} }}|^{2}|{\vec {\mathbf {b} }}|^{2}=({\vec {\mathbf {a} }}\cdot {\vec {\mathbf {a} }})({\vec {\mathbf {b} }}\cdot {\vec {\mathbf {b} }})\!\,,}
oziroma: 
{\displaystyle {\begin{aligned}({\vec {\mathbf {a} }}\times {\vec {\mathbf {b} }})\cdot ({\vec {\mathbf {a} }}\times {\vec {\mathbf {b} }})&=({\vec {\mathbf {a} }}\cdot {\vec {\mathbf {a} }})({\vec {\mathbf {b} }}\cdot {\vec {\mathbf {b} }})-({\vec {\mathbf {a} }}\cdot {\vec {\mathbf {b} }})^{2}\\&=({\vec {\mathbf {a} }}\times {\vec {\mathbf {b} }}\cdot {\vec {\mathbf {b} }})\cdot {\vec {\mathbf {a} }}-({\vec {\mathbf {a} }}\times {\vec {\mathbf {b} }}\cdot {\vec {\mathbf {a} }})\cdot {\vec {\mathbf {b} }}\\&=({\vec {\mathbf {a} }}\times {\vec {\mathbf {a} }}\cdot {\vec {\mathbf {b} }})\cdot {\vec {\mathbf {b} }}-({\vec {\mathbf {b} }}\times {\vec {\mathbf {a} }}\cdot {\vec {\mathbf {b} }})\cdot {\vec {\mathbf {a} }}\\&={\begin{vmatrix}{\vec {\mathbf {a} }}{\vec {\mathbf {a} }}&{\vec {\mathbf {a} }}{\vec {\mathbf {b} }}\\{\vec {\mathbf {b} }}{\vec {\mathbf {a} }}&{\vec {\mathbf {b} }}{\vec {\mathbf {b} }}\end{vmatrix}}.\end{aligned}}}
To je poseben primer multiplikativnosti norme v kvaternionski algebri:
{\displaystyle |vw|=|v||w|\!\,,}
oziroma bolj splošno:
{\displaystyle {\begin{aligned}({\vec {\mathbf {v} }}\times {\vec {\mathbf {w} }})\cdot ({\vec {\mathbf {a} }}\times {\vec {\mathbf {b} }})&=({\vec {\mathbf {v} }}\cdot {\vec {\mathbf {a} }})({\vec {\mathbf {w} }}\cdot {\vec {\mathbf {b} }})-({\vec {\mathbf {v} }}\cdot {\vec {\mathbf {b} }})({\vec {\mathbf {w} }}\cdot {\vec {\mathbf {a} }})\\&=({\vec {\mathbf {v} }}\times {\vec {\mathbf {w} }}\cdot {\vec {\mathbf {b} }})\cdot {\vec {\mathbf {a} }}-({\vec {\mathbf {v} }}\times {\vec {\mathbf {w} }}\cdot {\vec {\mathbf {a} }})\cdot {\vec {\mathbf {b} }}\\&=({\vec {\mathbf {v} }}\times {\vec {\mathbf {a} }}\cdot {\vec {\mathbf {b} }})\cdot {\vec {\mathbf {w} }}-({\vec {\mathbf {w} }}\times {\vec {\mathbf {a} }}\cdot {\vec {\mathbf {b} }})\cdot {\vec {\mathbf {v} }}\\&={\begin{vmatrix}{\vec {\mathbf {v} }}{\vec {\mathbf {a} }}&{\vec {\mathbf {v} }}{\vec {\mathbf {b} }}\\{\vec {\mathbf {w} }}{\vec {\mathbf {a} }}&{\vec {\mathbf {w} }}{\vec {\mathbf {b} }}\end{vmatrix}}.\end{aligned}}}

## Lagrangeeva enakost in infinitezimalni račun
V Sturm-Liouvilleovi teoriji lahko Lagrangeevo enakost zapišemo kot:
{\displaystyle \int _{0}^{1}(Lu)v-u(Lv)\,dx=-p(u'v-uv'){\bigg |}_{0}^{1}} 
kjer so {\displaystyle p=P(x)}, {\displaystyle q=Q(x)}, {\displaystyle u=U(x)} in {\displaystyle v=V(x)} funkcije {\displaystyle x}. {\displaystyle u} in {\displaystyle v} imata zvezni drugi odvod na intervalu {\displaystyle [0,1]}. {\displaystyle L} je Sturm-Liouvilleov diferencialni operator, določen kot:
{\displaystyle Lu=-(pu')'+qu\!\,.}